# Pachypodium
Pachypodium Lindl., 1830 è un genere di piante xerofile della famiglia delle Apocinacee, endemico del Madagascar e dell'Africa meridionale.

Il nome del genere deriva dal greco pachys, grosso e podos, piede, in riferimento alla forma grossa e tozza del tronco di queste piante.

## Descrizione
Comprende specie per la maggior parte a portamento arbustivo ma anche alcune specie a portamento arboreo (P. geayi, P. lamerei, P. lealii, P. menabeum, P. meridionale, P. namaquanum,  P. rutenbergianum e P. sofiense).

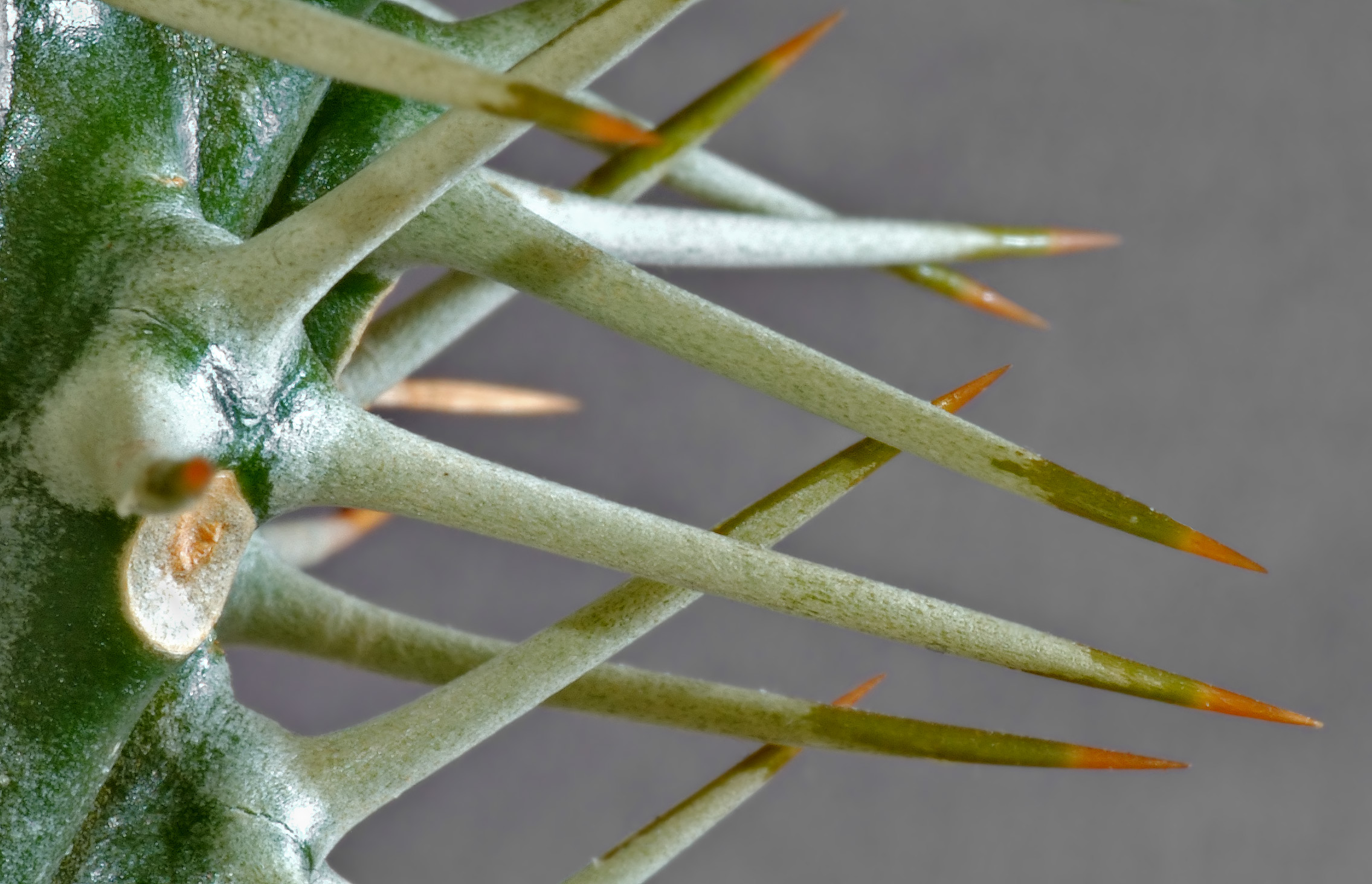
Spine di Pachypodium lamerei

Tutti i Pachypodium sono piante succulente caratterizzate, in varia misura, da tronchi pachicauli, ovvero ingrossati alla base, e da più o meno marcata spinescenza. Presentano rade ramificazioni, con un apparato fogliare nel complesso poco sviluppato, ma con foglie dal lembo piuttosto ampio.
Il tronco pachicaule rappresenta un meccanismo di adattamento xerofilo che, grazie ad un vantaggioso rapporto superficie-volume, consente di immagazzinare acqua per sopravvivere ai lunghi periodi di siccità. In aggiunta a ciò, la superficie del tronco e dei rami è spesso rivestita da tessuti in grado di attuare la fotosintesi anche nei periodi in cui le foglie non sono presenti.
Le spine, oltre ad essere un meccanismo di difesa contro gli animali, rappresentano anch'esse un meccanismo di adattamento alla siccità, in quanto favoriscono la condensazione del vapore acqueo presente nella nebbia e nella rugiada e la sua deposizione nel terreno alla base della pianta.

## Distribuzione e habitat
La maggior parte delle specie di questo genere sono endemiche del Madagascar;  alcune specie sono diffuse anche in altri paesi dell'Africa australe (Angola, Botswana, Mozambico, Namibia, Sudafrica, Swaziland e Zimbabwe).
Le varie specie di Pachypodium occupano differenti nicchie ecologiche, accomunate da lunghi periodi di siccità (da 5 a 10 mesi all'anno), in una fascia altimetrica che va dalle dune sabbiose sul livello del mare del P. geayi alle zone montuose sino ai 1900 m di altitudine del P. brevicaule.

## Tassonomia
Il genere Pachypodium comprende le seguenti specie:
- Pachypodium ambongense Poiss., 1924
- Pachypodium baronii Costantin & Bois, 1907
- Pachypodium bispinosum (L.f.) A.DC., 1844
- Pachypodium brevicaule Baker, 1887
- Pachypodium decaryi Poiss., 1922
- Pachypodium densiflorum Baker, 1887
- Pachypodium eburneum Lavranos & Rapan., 1997
- Pachypodium enigmaticum Pavelka, Prokes, V.Vlk, Lavranos, Zídek & Ramav.
- Pachypodium geayi Costantin & Bois, 1907
- Pachypodium horombense Poiss., 1924
- Pachypodium inopinatum Lavranos, 1996
- Pachypodium lamerei Drake, 1899
- Pachypodium lealii Welw., 1869
- Pachypodium menabeum Leandri, 1934
- Pachypodium mikea Lüthy
- Pachypodium namaquanum (Wyley ex Harv.) Welw., 1869
- Pachypodium rosulatum Baker, 1882
  - Pachypodium rosulatum subsp. rosulatum
  - Pachypodium rosulatum subsp. bemarahense Lüthy & Lavranos
  - Pachypodium rosulatum subsp. bicolor (Lavranos & Rapanarivo) Lüthy
  - Pachypodium rosulatum subsp. cactipes (K.Schum.) Lüthy
  - Pachypodium rosulatum subsp. gracilius (H.Perrier) Lüthy
  - Pachypodium rosulatum subsp. makayense (Lavranos) Lüthy
- Pachypodium rutenbergianum Vatke, 1885
- Pachypodium saundersii N.E.Br., 1892
- Pachypodium sofiense (Poiss.) H.Perrier, 1934
- Pachypodium stenanthum (Costantin & Bois) J.-B.Castillon, J.-P.Castillon & Rapan.
- Pachypodium succulentum (L.f.) Sweet, 1830
- Pachypodium windsorii Poiss., 1922

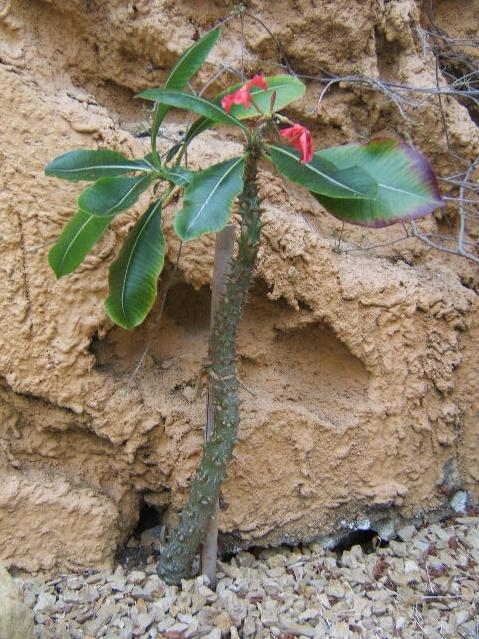
Pachypodium baronii
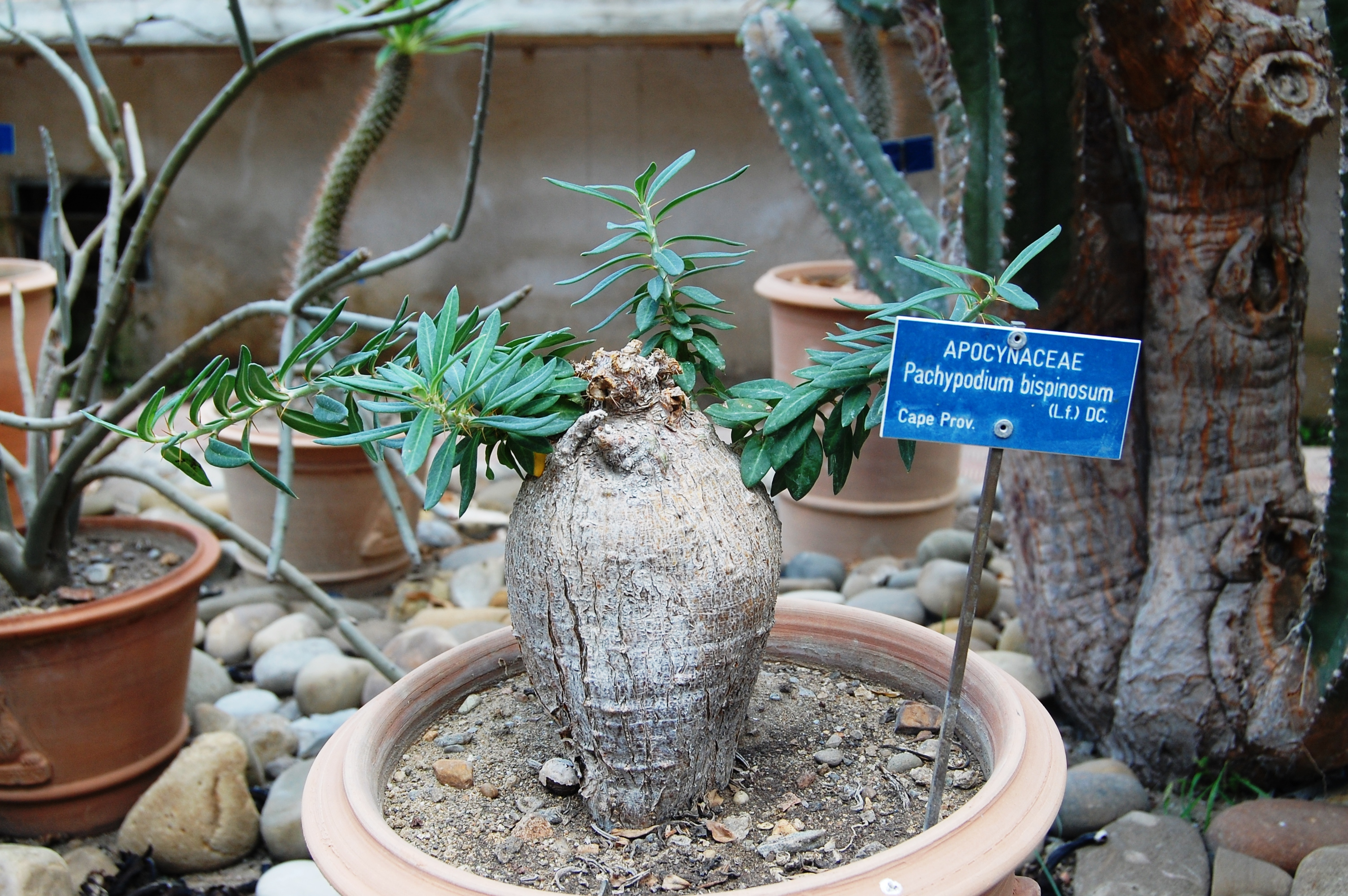
Pachypodium bispinosum
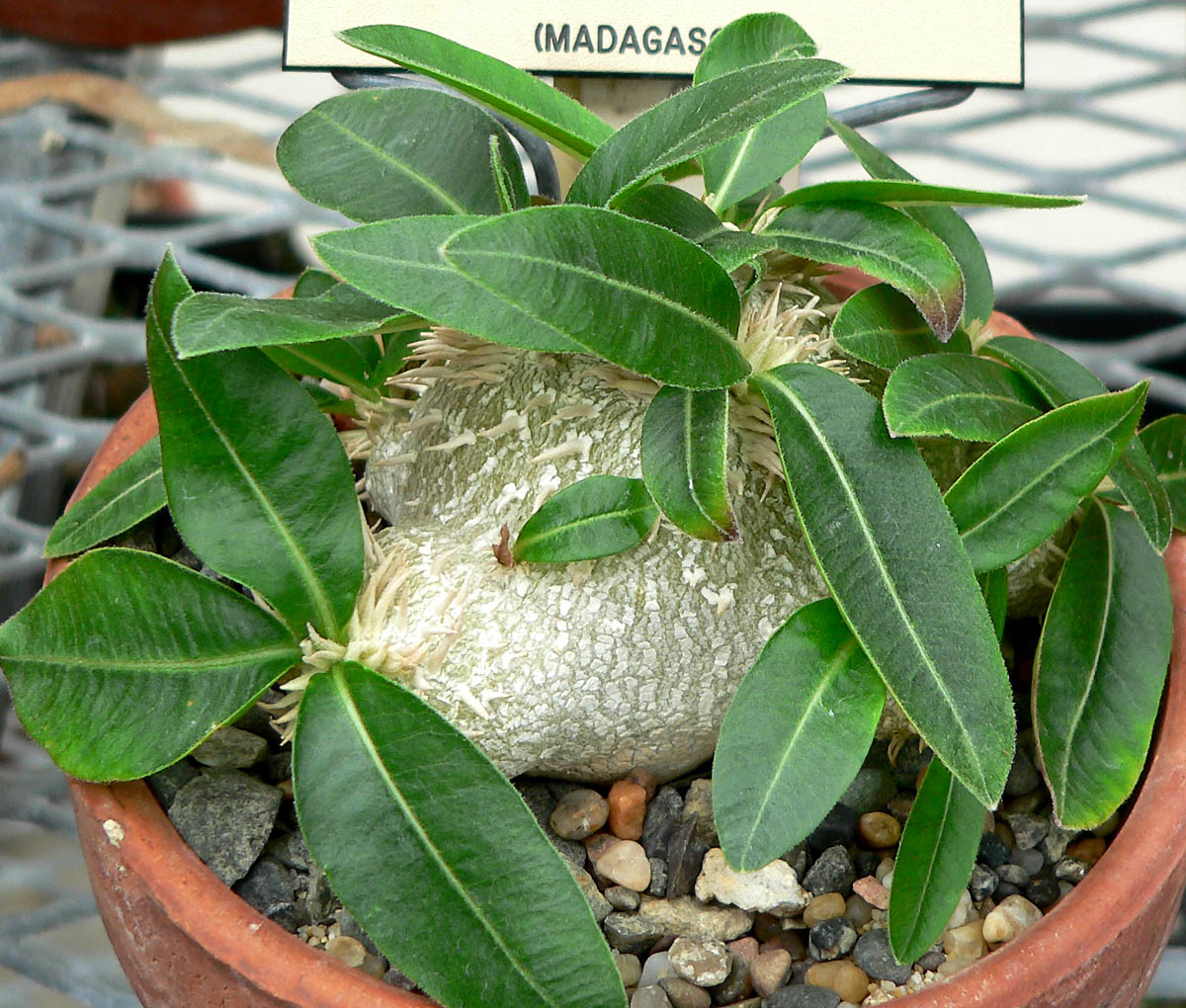
Pachypodium brevicaule
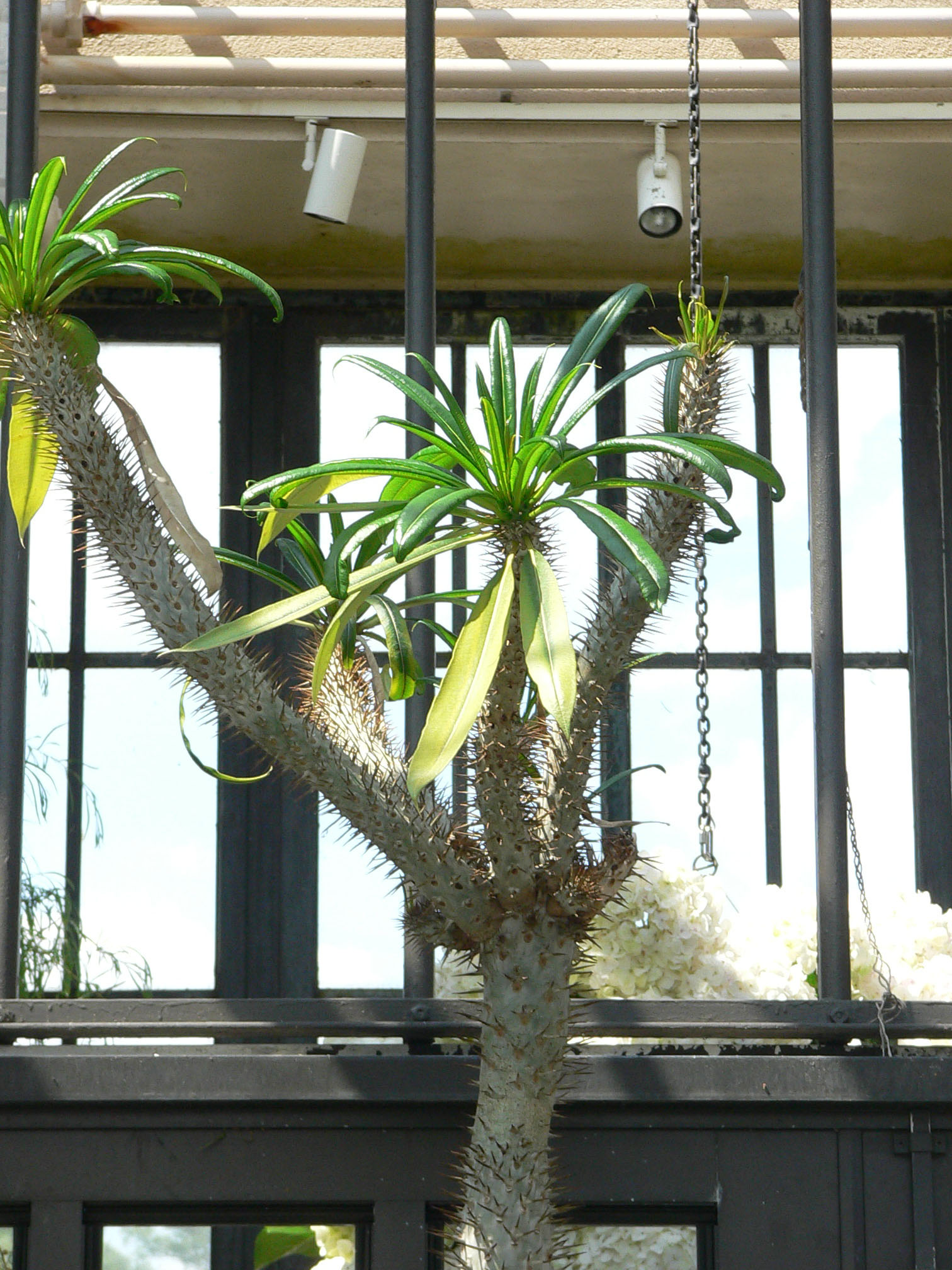
Pachypodium geayi
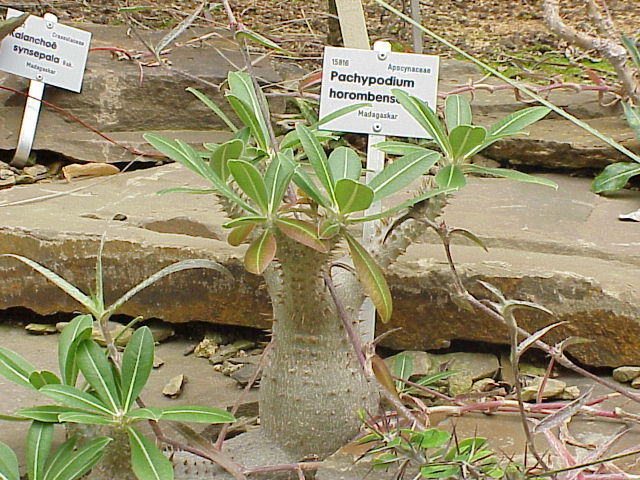
Pachypodium horombense
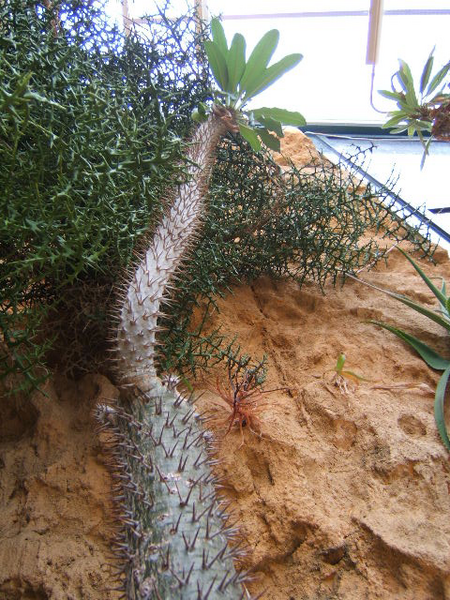
Pachypodium lamerei
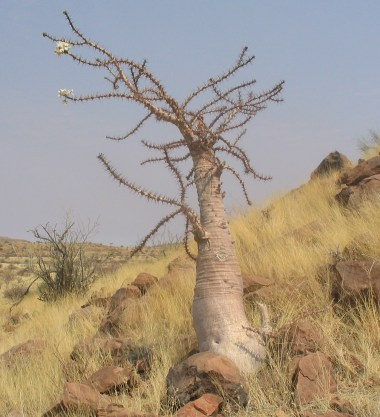
Pachypodium lealii
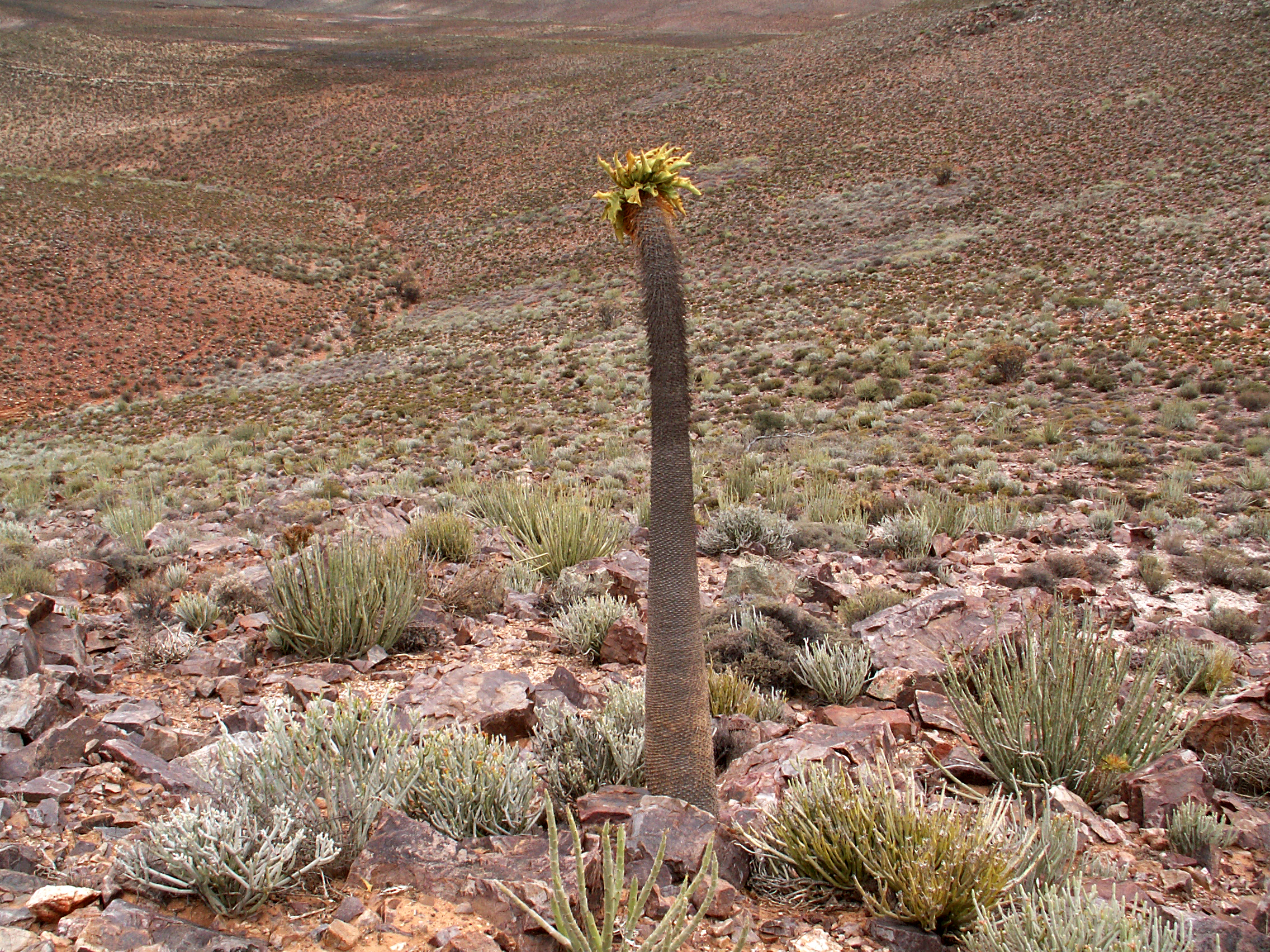
Pachypodium namaquanum
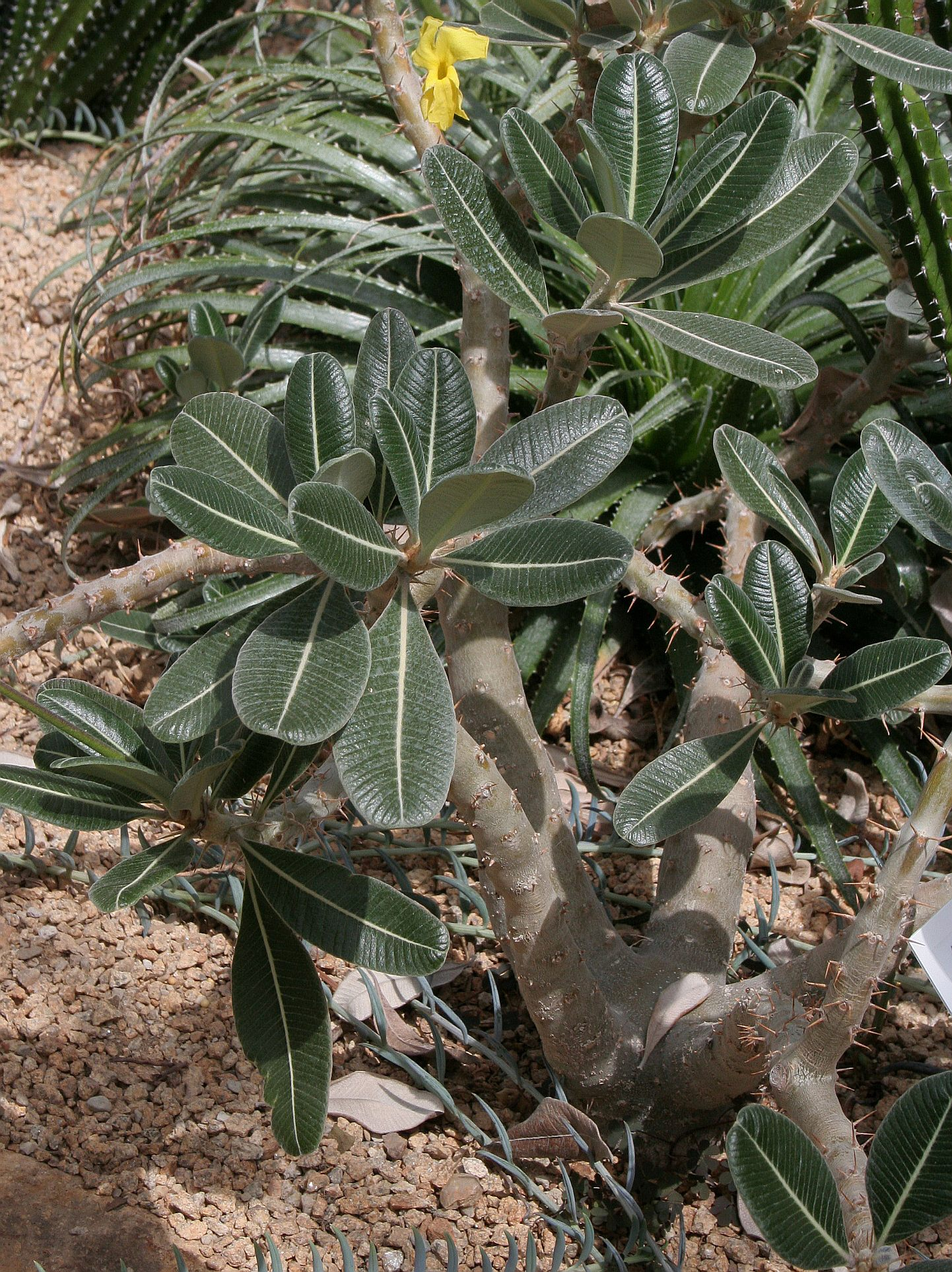
Pachypodium rosulatum
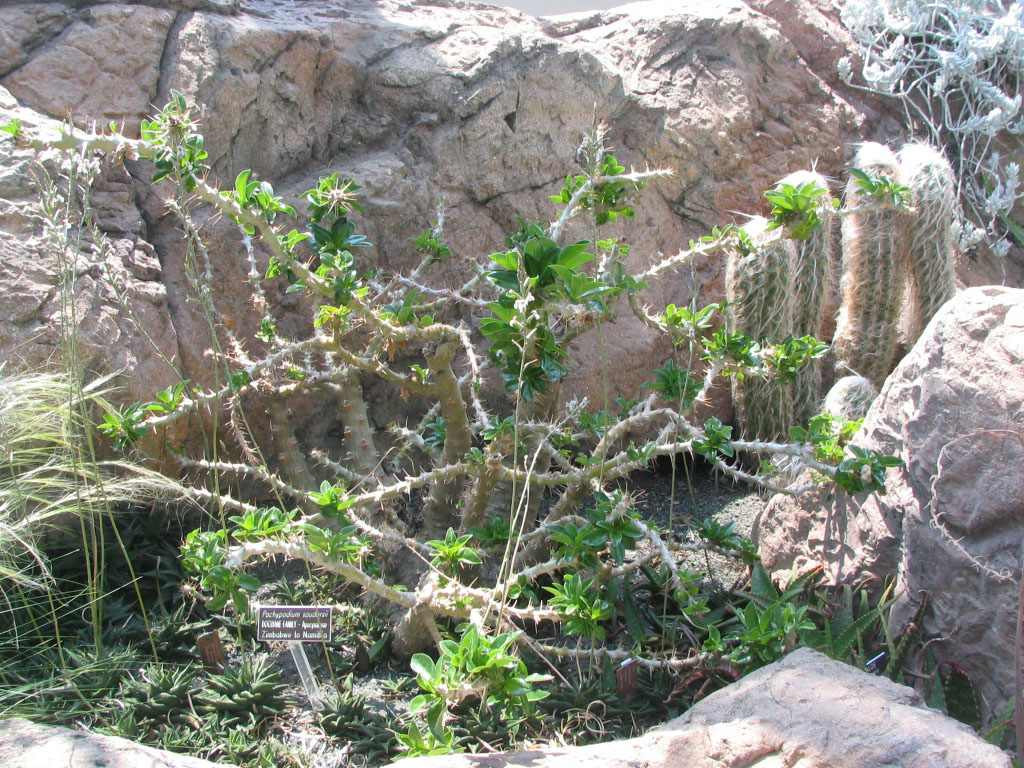
Pachypodium saundersii